# Psaliodes inundulata
Psaliodes inundulata är en fjärilsart som beskrevs av Achille Guenée 1858. Psaliodes inundulata ingår i släktet Psaliodes och familjen mätare. Inga underarter finns listade i Catalogue of Life.